# Mandeville (Luisiana)
Mandeville é uma cidade localizada no estado americano de Luisiana, na Paróquia de St. Tammany.

## Demografia
Segundo o censo americano de 2000, a sua população era de 10 489 habitantes. Em 2006, foi estimada uma população de 12 158, um aumento de 1 669 (15,9%).

## Geografia
De acordo com o United States Census Bureau tem uma área de 17,6 km², dos quais 17,6 km² cobertos por terra e 0,0 km² cobertos por água. Mandeville localiza-se a aproximadamente 5 m acima do nível do mar.

## Localidades na vizinhança
O diagrama seguinte representa as localidades num raio de 32 km ao redor de Mandeville.